# 패트릭 빌라스
패트릭 빌라르는 가나의 은퇴한 축구 선수이다.

## 선수 경력
2003년에 부천 SK에서 뛴 경력이 있으며 2004년 하계 올림픽에 가나 축구 국가대표로 참가했다.